# Brendan Grace
Brendan Grace (Dublin, 1 april 1951 – Galway, 11 juli 2019) was een Iers komiek, zanger en acteur. Hij dankte zijn bekendheid aan zijn rol als Fr. Stack in de Ierse sitcom Father Ted en zijn humoristische rol als schooljongen Bottler Murphy in de film Moondance. Zijn lied The Combine Harvester was een nummer 1-hit in Ierland. Zijn carrière liep van 1969 tot en met 2019.

## Carrière
Grace begon zijn carrière als zanger van de folkband The Gingermen. Bij een van de optredens kwamen de andere bandleden niet opdagen en Grace trad daarom alleen op. Het publiek reageerde zo positief op zijn humoristische monologen dat hij besloot komiek te worden.

### Film en televisie
In 1995 speelde Grace in de film Moondance. Later speelde hij Father Fintan Stack in de Ierse sitcom Father Ted. Grace speelde in 2007 de rol van Big Sean in de aflevering "The Crime Spree" van de serie Killinaskully. In 2013 kreeg het personage Bottler zijn eigen film met Brendan Grace's Bottler. Een andere rol was die in de film The Gift in 2015.

## Privé
Grace was getrouwd en had vier kinderen. Hij woonde deels in Ierland en deels in Jupiter (Florida).
Hij overleed op 11 juli 2019. Zijn uitvaart vond plaats op 15 juli 2019 in Dublin.